# Larry Flash Jenkins
Larry Flash Jenkins (Long Island, New York, 1955. május 10. – Los Angeles, Kalifornia, 2019. április 25.) amerikai színész.

## Filmjei
- Crisis in Sun Valley (1978, tv-film)
- MASH (1979, tv-sorozat, egy epizódban)
- The White Shadow (1979–1981, tv-sorozat, 16 epizódban)
- Quincy, M.E. (1982, tv-sorozat, egy epizódban)
- Fantasies (1982, tv-film)
- Lou Grant (1982, tv-sorozat, egy epizódban)
- Szerelmes doktorok (Young Doctors in Love) (1982)
- Lookin' to Get Out (1982)
- A kispapa (Mr. Mom) (1983)
- Bay City Blues (1983–1984, tv-sorozat, nyolc epizódban)
- T. J. Hooker (1984, tv-sorozat, egy epizódban)
- Alibi test (Body Double) (1984)
- Alice (1984, tv-sorozat, egy epizódban)
- Finder of Lost Loves (1985, tv-sorozat,  kilenc epizódban)
- Fletch (1985)
- Meglógtam a Ferrarival (Ferris Bueller's Day Off) (1986)
- Fegyvere van, veszélyes (Armed and Dangerous) (1986)
- What's Happening Now!! (1986, tv-sorozat, egy epizódban)
- Börtönhalál (Prison) (1987)
- Bűntény a támaszponton (The Presidio) (1988)
- Elvira, a sötét hercegnő (Elvira: Mistress of the Dark) (1988)
- Valerie (1988, tv-sorozat, egy epizódban)
- Pucker Up and Bark Like a Dog (1989)
- Veszélyben a testőr (Genuine Risk) (1990)
- Házi barkács (Home Improvement) (1995, tv-sorozat, egy epizódban)
- A második polgárháború (The Second Civil War) (1997, tv-film)
- Brooklyn South (1997, tv-sorozat, egy epizódban)
- Providence (1999, tv-sorozat, egy epizódban)
- Ed TV (1999)
- A szökevény (The Fugitive) (2001, tv-sorozat, egy epizódban)
- To Protect and Serve (2001)
- Go for Broke 2 (2005)
- Fegyvertestvérek (Brothers in Arms) (2005)
- Kemény zsaruk (The Shield) (2006, tv-sorozat, egy epizódban)
- When a Woman's Fed Up (2013)
- The Congregation (2014)
- Instant anyu (Instant Mom) (2015, tv-sorozat, egy epizódban)
- Hunter Gatherer (2016)
- Marriage Vows (2017)
- Low Town (2017)